# Норвикен
Норвикен (на шведски: Norrviken) е град в лен Стокхолм, община Солентюна, Югоизточна Швеция. Той е предградие (град-сателит) на столицата Стокхолм. Намира се на около 20 km на северозапад от централната част на Стокхолм. Има жп гара. До южната му част се намира стокхолмското летище Баркарбю. Населението на града е 3335 жители според данни от преброяването през 2010 г.